# Afrikanerkuckuck
Der Afrikanerkuckuck oder auch Afrikakuckuck  (Cuculus gularis) gehört zur Ordnung der Kuckucksvögel (Cuculiformes) und zur Familie der Kuckucke (Cuculidae). Er kommt in der Afrotropis vor, sein Verbreitungsgebiet reicht von Senegal und Somalia bis zum südafrikanischen Ostkap. Innerhalb seines afrikanischen Verbreitungsgebietes ist der Afrikanerkuckuck teilweise ein Zugvogel, der der Regenzeit folgt. Trotz des großen Verbreitungsgebietes ist die Art monotypisch.
Wie viele Arten der Kuckucke ist er ein obligatorischer Brutschmarotzer, der seinen Nachwuchs von Wirtsvögeln großziehen lässt.

## Merkmale
Der Afrikanerkuckuck erreicht eine Körperlänge von 32 Zentimeter. Er ist mit einer Schwanzlänge von durchschnittlich 15,5 Zentimeter ein langschwänziger Kuckuck. Der Schnabel des Kuckucks hat eine durchschnittliche Länge von 2,3 Zentimeter. Das Körpergewicht liegt zwischen 95 und 113 Gramm.  Das gesamte Erscheinungsbild des Kuckucks erinnert entfernt an den eines Raubvogels.
Das Männchen ist auf der Körperoberseite schiefergrau bis dunkel aschgrau. Die Schwingen sind auf der Unterseite weiß gesperbert. Die Kehle und die Brust sind blass grau. Die übrige Körperunterseite ist weiß mit einer schwarzgrauen Sperberung. Auf dem Bauch und den Unterschwanzdecken ist die Sperberung weniger ausgeprägt. Die Steuerfedern sind dunkelgrau mit einer schwarzen Querstreifung und weisen jeweils eine weiße Spitze aus. Die Weibchen sind auf der Brust etwas weniger grau und nur undeutlich gesperbert. Bei einigen Individuen ist die Brust rötlich-braun überwaschen.
Die Iris ist bei adulten Männchen gelb, bei adulten Weibchen hellbraun. Der Lidring und der Augenring sind gelb. Der Schnabel ist gelb und dunkelt zur Schnabelspitze nach. Bei den Jungvögeln ist der Schnabel schwarz. Nestlinge sind beim Schlupf zunächst nackt mit einer dunkelvioletten bis schwarzen Haut.
Die Jungvögel kommen in zwei Farbmorphen vor. Die der grauen Farbmorphe sind auf der Körperoberseite grau, der Oberkopf und der Rücken sind dabei etwas dunkler. Auf dem Hinterkopf befindet sich ein kleiner weißer Flecken, die Schwingen und Flügeldecken sind blass graubraun. Bei den Jungvögeln der braunen Farbmorphe ist das graue Körpergefieder bräunlich.

## Verwechslungsmöglichkeiten und Stimme
Der unter anderem in Mitteleuropa vorkommende Kuckuck ist dem Afrikanerkuckuck sehr ähnlich und überwintert im Verbreitungsgebiet dieser afrikanischen Art. Die beiden Arten können an der Gelbfärbung der Schnäbel unterschieden werden: Beim Afrikanerkuckuck reicht die Gelbfärbung des Oberschnabels deutlich über die Nasenlöcher hinaus.
Der in Eurasien brütende Kuckuck ist in seinem Überwinterungsgebiet stumm. Die Rufe des Afrikanerkuckucks unterscheiden sich außerdem deutlich von dem des Kuckucks: Während der Kuckucksruf mit gu-kuuh lautet und die zweite Silbe in der Höhe meist eine kleine Terz tiefer ist, ist der Ruf des Afrikanerkuckucks ein weiches uu-uuh und die zweite Silbe ist etwas höher als die erste. Der Ruf wird schneller wiederholt und ist monotoner.

## Verbreitungsgebiet
Das Verbreitungsgebiet des Afrikanerkuckucks kommt von Senegal und Gambia bis Somalia und dem Ostkap vor. Bei seinem Zug folgt er der Regenzeit. So ist er südlich von der Demokratischen Republik Kongo, dem Südosten Tansanias und dem Süden Angolas nur wenige Monate im Jahr anwesend. In Malawi ist er im Zeitraum September bis April, in Sambia von Ende August bis Ende Mai, in Uganda von März bis November und in Kenia von Oktober bis Mai vertreten. In Äthiopien und Eritrea ist er von März und Juni beobachten. In Gambia kommt er das gesamte Jahr vor, zieht jedoch innerhalb des Landesgebietes. In Ghana und Togo kommt er von Januar bis September vor.

## Lebensraum
Der Afrikanerkuckuck ist ein Vögel lockerer Waldgebiete und Savannen. Er fehlt jedoch in Waldgebieten der Tiefebenen, dagegen kommt er in allen Savannentypen inklusive Akaziensavannen vor. Seine Höhenverbreitung reicht bis 3000 Höhenmeter. Am häufigsten ist der Afrikanerkuckuck in Regionen, die einen jährlichen Niederschlag von mehr als 250 Millimeter aufweisen. In trockeneren Regionen kommt er nur während der Regenzeit vor.

## Nahrung
Der Afrikanerkuckuck frisst bevorzugt Raupen, darunter auch wie viele andere Kuckucke stark behaarte Raupen, die von anderen Vogelarten gemieden werden. Er frisst außerdem Käfer und fliegende Termiten.
Seine Nahrung findet er sowohl in Baumwipfeln als auch auf der Erde.

## Brutparasitismus
Der Brutparasitismus des Afrikanerkuckucks ist seit Beginn des 19. Jahrhunderts bekannt: 1806 hielt der französische Ornithologe François Levaillant fest, dass neben dem Indischen Koel, dem Kuckuck und dem Jakobinerkuckuck weitere Arten der Kuckucke, nämlich der Afrikanerkuckuck sowie der Schwarzkuckuck und der Goldkuckuck, Brutschmarotzer sind.
Der Afrikanerkuckuck ist ein monogamer Vogel und verteidigt während der Brutzeit ein Revier. Die Reviergröße beträgt im Transvaal 60 Hektar pro Paar. Die Brutzeit des Afrikanerkuckucks fällt häufig mit der Regenzeit zusammen. Im Nordosten seines Verbreitungsgebietes brütet der Afrikanerkuckuck jedoch auch während der Trockenzeit.

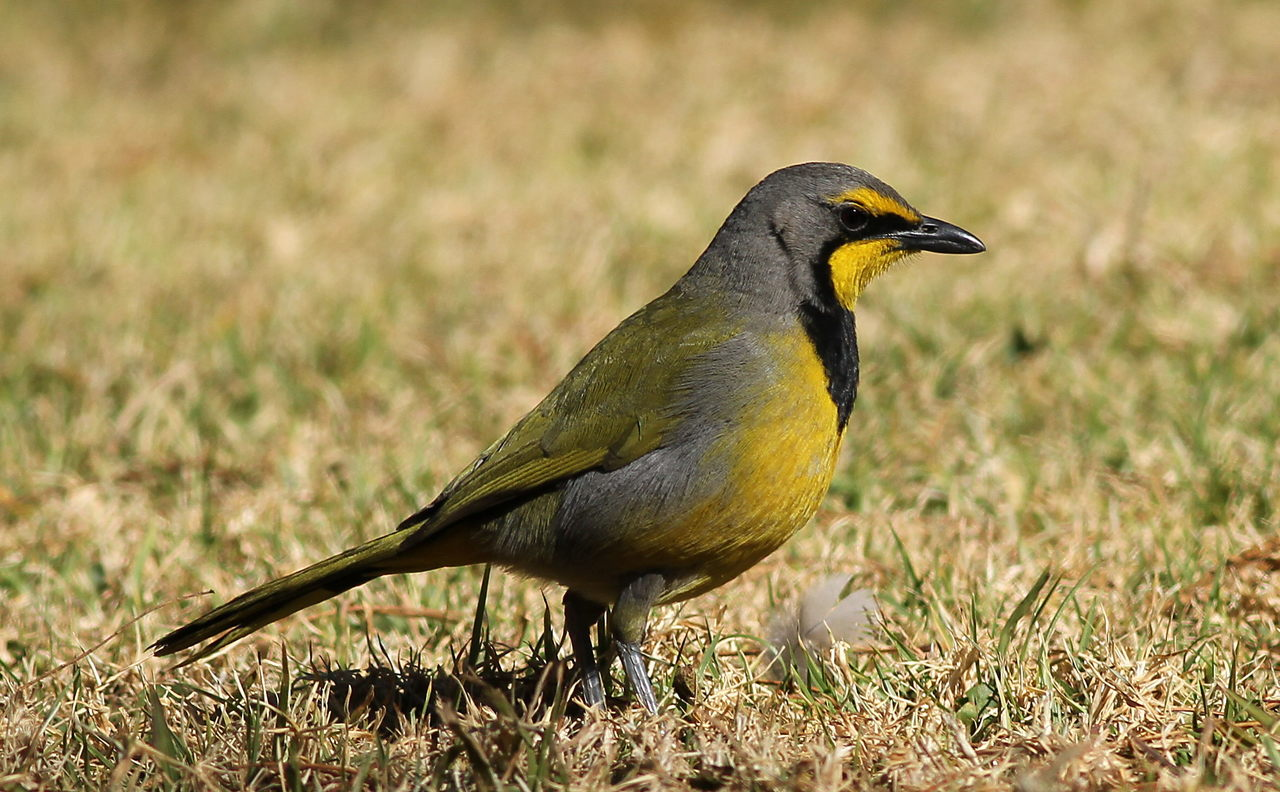
Bokmakiri, einer der vom Afrikanerkuckuck parasitierten Wirtsvögel

Wie bei vielen brutschmarotzenden Kuckucken entfernt das Weibchen während der Eiablage ein Ei aus dem Nest der Wirtsvögel. Zu den Wirtsvögeln gehören in der Republik Südafrika der Laniarius ferrugineus, Bokmakiri, Nördlicher Fiskalwürger, Trauerdrongo, Graubülbül, Kaprötel, Cercotrichas leucophrys und Erythropygia paena. Weitere parasitierte Arten sind der Damarasperling, der Gelbschnabelwürger, der Graukopfsperling sowie der Rotbauch-Glanzstar. Ähnlich wie bei dem in Mitteleuropa vorkommenden Kuckuck scheint es weibliche Linien zu geben, die sich auf einzelne Wirtsvogelarten spezialisiert haben.  Diese Linien sind in der Lage, die Eierfärbung des Wirtsvogels weitgehend zu replizieren. Durch diese Eiermimikry wird verhindert, dass der Wirtsvogel das Kuckucksei in seinem Gelege entdeckt, entweder das Gelege aufgibt oder das Ei entfernt oder anpickt. Entsprechend variabel sind die Eier des Afrikanerkuckucks gefärbt. Es gibt weiße, cremefarbene, rötlich braune mit einer braunen oder mauvefarbenen Fleckung oder mit einer rötlich braunen Kritzeln.
Der Afrikanerkuckuck zeigt eine weitere Anpassung, die sich bei vielen brutschmarotzenden Vogelarten findet: Seine Nestlinge schlüpfen vergleichsweise früh – in der Regel benötigt es zwischen 12 und 17 Tagen, bis aus dem Ei eines Afrikanerkuckucks ein Nestling schlüpft. In der Regel schlüpft damit ein Nestling des Afrikanerkuckucks früher als die Nestlinge seiner Wirtsvogeleltern. Die Nestlinge werfen dann die Eier und ihre Nestgeschwister aus dem Nest – sie sind zu dem Zeitpunkt in der Regel noch blind, denn ihre Augen öffnen sich erst am 8. Lebenstag. Sie werden mit 20 bis 23 Tagen flügge, sind aber darauf angewiesen, dass sie für eine weitere Zeit von ihren Wirtsvogeleltern gefüttert werden.

## Einzelbelege
1. 1 2 3 4   Erhitzøe, Mann, Brammer, Fuller: Cuckoos of the World. S. 465.
2. 1 2 3  Johnsgard: The Avian Brood Parasites. S. 191.
3. ↑   Ruf des Afrikanerkuckucks auf Xeno-Canto, aufgerufen am 5. September 2016
4. ↑   Davies: Cuckoos, Cowbirds and Other Cheats. S. 15.
5. 1 2 3   Erhitzøe, Mann, Brammer, Fuller: Cuckoos of the World. S. 466.